# Villarboit
Villarboit település Olaszországban, Vercelli megyében. Lakosainak száma 380 fő (2023. január 1.). Villarboit Balocco, Casanova Elvo, Formigliana, Greggio, Albano Vercellese, Arborio, Collobiano és San Giacomo Vercellese községekkel határos.

## Népesség
A település népességének változása:
| Lakosok száma | 455  | 438  | 380  |
|               | 2017 | 2018 | 2023 |